# فرودگاه منطقه‌ای دنویل
فرودگاه منطقه‌ای دنویل (به انگلیسی: Danville Regional Airport) یک فرودگاه همگانی ۱۸۲۳۸ با کد یاتا DAN است . این فرودگاه در کشور ایالات متحده آمریکا قرار دارد و در ارتفاع ۱۷۴ متری از سطح دریا واقع شده‌است.